# یواس‌اس باکلان (ای‌ام‌اس-۱۲۲)
یواس‌اس باکلان (ای‌ام‌اس-۱۲۲) (به انگلیسی: USS Cormorant (AMS-122)) یک کشتی بود که طول آن ۱۴۴ فوت (۴۴ متر) بود. این کشتی در سال ۱۹۵۳ ساخته شد.